# Lamborghini 350 GT

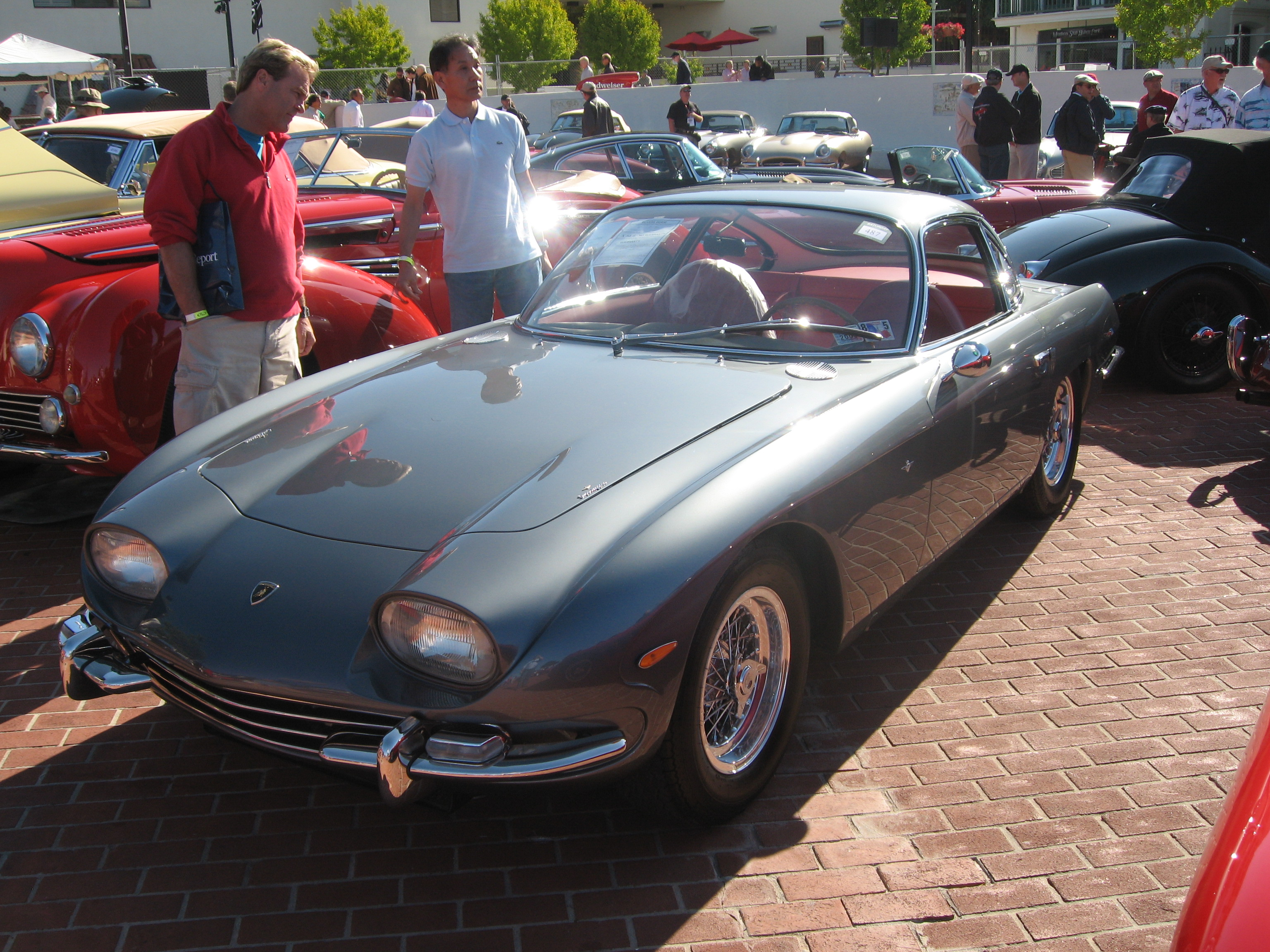
Lamborghini 350 GT

De Lamborghini 350 GT is een model sportwagen van het Italiaanse automerk Lamborghini.
Voortgekomen uit het prototype 350 GTV was het antwoord van Ferruccio Lamborghini op Enzo Ferrari's uitlatingen. De auto had een carrosserie gebouwd door Carrozzeria Touring, een V 12-motor met vier bovenliggende nokkenassen, onafhankelijke vering en remmen op alle vier de wielen. De laatste 23 modellen werden uitgevoerd als 400 GT.
Huidige modellen:
Huracán ·
Aventador ·
Urus
Uitvoeringen Lamborghini Gallardo:
Coupé ·
SE ·
Spyder ·
Superleggera ·
LP560-4 ·
LP560-4 Spyder ·
LP550-2 Valentino Balboni ·
LP570-4 Superleggera
Uitvoeringen Lamborghini Murciélago:
Coupé ·
Roadster ·
40th Anniversary ·
LP640 ·
LP640 Roadster ·
LP650-4 Roadster ·
LP670-4 SV ·
Reventón ·
Reventón Roadster
Oudere modellen:
350 GT · 
400 GT · 
Miura · 
Espada · 
Flying Star II · 
Islero · 
Jarama · 
Urraco · 
Countach · 
Silhouette · 
Jalpa · 
LM002 · 
Diablo · 
Murciélago ·
Gallardo
Concepten:
Alar ·
Asterion ·
Athon ·
Estoque ·
Sesto Elemento ·
Portofino